# Put Your Shoes On/Off
Put Your Shoes On/Off – drugi album studyjny polskiej wokalistki Mariki.
Dwupłytowe wydawnictwo ukazało się 8 czerwca 2010 roku nakładem wytwórni muzycznej EMI Music Poland, debiutując na 18. miejscu listy sprzedaży OLiS w Polsce. Nagrania zostały zarejestrowane w warszawskim studio Western Jive. Produkcją krążka zajął się Aleksander "Olo Mothashipp" Molak.
W ramach promocji do piosenki "Uplifter" został zrealizowany teledysk, który wyreżyserował Kamil Szczepański. Zdjęcia odbyły się w warszawskim klubie Balsam. Podkład muzyczny do utworu w studiu Channel One na Jamajce nagrała formacja The Roots Radics.
Nagrania po raz pierwszy zostały zaprezentowane na żywo w warszawskim klubie Hard Rock Cafe w ramach Pepsi Rocks!.
W lipcu 2010 roku album został nominowany do nagrody Superjedynki w kategorii "Płyta pop". W 2011 roku album uzyskał nominację do nagrody polskiego przemysłu fonograficznego Fryderyka w kategorii "najlepszy album hip-hop/R&B/reggae".

## Recenzje
Album spotkał się z niejednoznacznym przyjęciem krytyków muzycznych. Recenzent serwisu Cgm.pl Dawid Szynol pozytywnie ocenił pierwszą płytę wydawnictwa. Natomiast negatywnie wyraził się o kompozycjach z drugiej płyty w tym o remiksie piosenki "Girlzz", która według Szynola okazała się nieudanym i monotonnym eksperymentem. Andrzej Cała na łamach serwisu Onet.pl zwrócił uwagę spontaniczność, wysoki poziom produkcji oraz na stylistyczne nawiązania do takich nurtów jak: soul, muzyka elektroniczna czy funk. Z kolei dziennikarz serwisu interia.pl – Marcin Flint napisał:

Gospodyni "Put Your Shoes On" okazuje się idealnie wszechstronna. W emancypacyjnej, pełnej celnych zarzutów "Filifionce" krzyczy, w wymyślnej klubowo-jazzowej "Bezsenności w Warszawie" deklamuje, w "Today" dobywa zaś głosu jakby była divą r’n’b. Tyle Marik w jednej? Zdacie sobie państwo sprawę z tego jak wiele, dopiero gdy włączycie "Put Your Shoes Off", czyli drugi krążek, zawierający remiksy utworów z pierwszego. Dobór interpretatorów mógłby być mniej przewidywalny (kogo bowiem zdziwi udział As One, Borowieckiego, DJ-a Zero, Sir Micha, Dubbista, Lubaya czy Kamerala?) , acz nowoczesne wersje, zwłaszcza ta Octave, Foksa i Kwazara, pozwalają odebrać Kosakowską jeszcze inaczej.

## Lista utworów[11]
| CD 1: Put Your Shoes On 1. "Uplifter" – 4:05 2. "Esta Festa" – 3:34 3. "Catch Di Moment" gościnnie: Bay-C – 3:11 4. "Selah" – 5:46 5. "Girlzz" gościnnie: Rashidat – 4:12 6. "Nieważne ile" – 3:08 7. "Filifionka" – 3:58 8. "Today" – 3:14 9. "Buty" – 3:10 10. "Filipiano Skit" – 0:23 11. "Kala" – 2:34 12. "All That She Wants" (cover Ace of Base) – 3:56 13. "Bezsenność w Warszawie" – 7:41 | CD 2: Put Your Shoes Off 1. "Today (Fox Remix)" – 2:58 2. "Filifionka (Octave Remix)" – 5:11 3. "Girlzz In Trance (Lukasz Borowiecki Remix)" – 3:31 4. "Selah (As One Remix)" – 6:11 5. "Buty (Kwazar Remix)" – 4:08 6. "Girlzz (Sir Michu Remix)" – 3:56 7. "Uplifter (Jan Smoczynski Remix)" – 4:12 8. "Nieważne ile (Dj Zero & Emili Jones Remix)" – 3:10 9. "Esta Festa (O.S.T.R. Remix)" – 4:08 10. "Uplifted Talkdown (Lubay Remix)" – 4:24 11. "Selah (Kameral Remix)" – 6:41 12. "Catch Di Moment (Dubbist)" – 4:03 |